# Route 115 (Nouveau-Brunswick)
Pour les articles homonymes, voir Route 115.
La route 115 est une route secondaire du Nouveau-Brunswick située au nord de Moncton. Elle parcourt 44 km (27 mi) et sert de raccourci vers la route 11 depuis Moncton par rapport au trajet de la route 15.

## Description du tracé

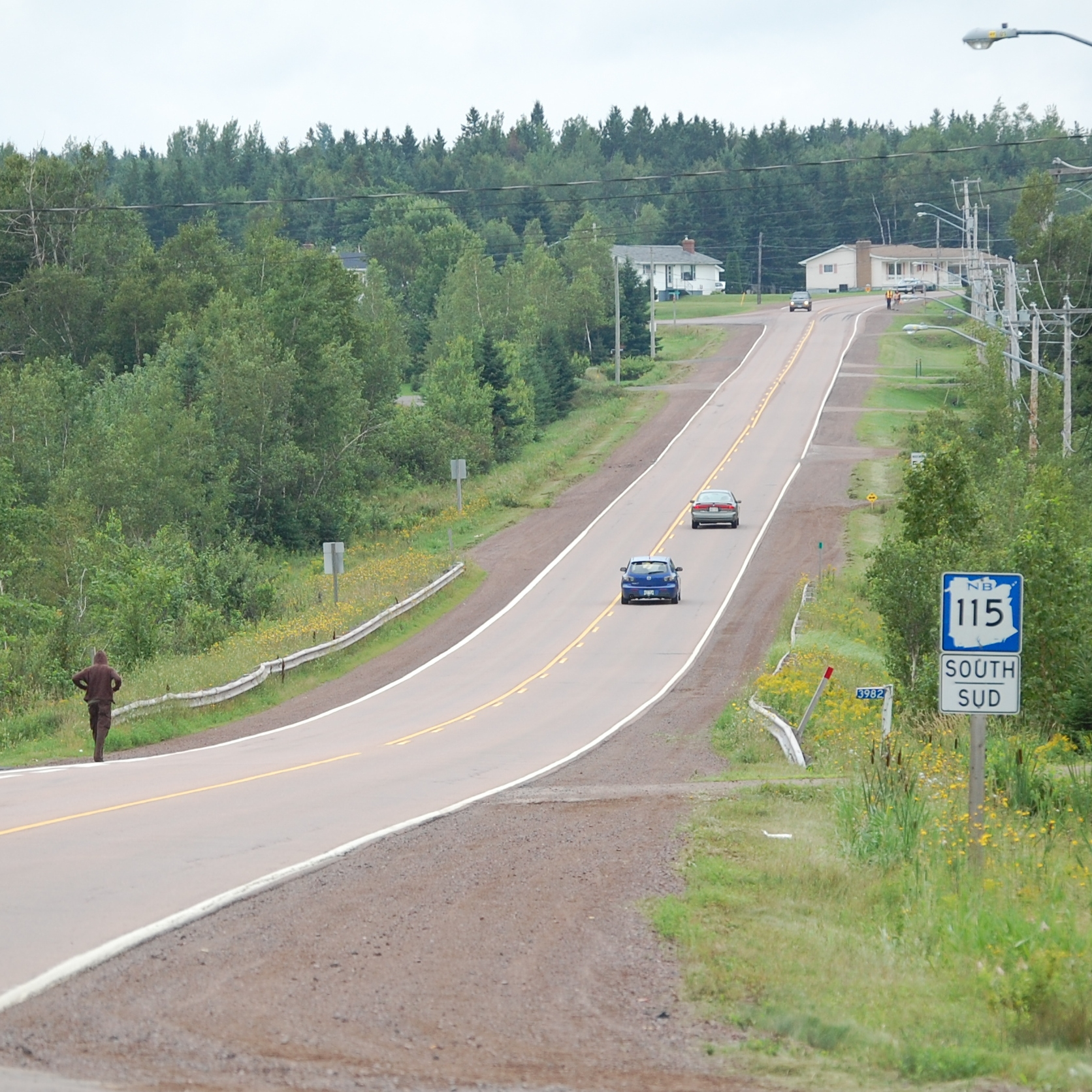
La route 115 sud, près de Saint-Antoine.

La route 115 débute au nord du centre-ville de Moncton. Elle se dirige d'abord vers le nord jusqu'à Irishtown, où elle courbe vers le nord-est. À Notre-Dame, elle bifurque vers le nord-ouest et traverse Saint-Antoine. Après Saint-Antoine, elle suit la rivière Bouctouche Sud et croise la route 11 avant de se terminer à Saint-Francois-de-Kent, sur la route 134. 

## Histoire
La route 115 fut numérotée ainsi en 1965 Elle était anciennement la route 31. Jusqu'à la fin des années 1970, la route 115 était située à l'est de Notre-Dame, sur l'actuelle route 535 et son terminus nord Cocagne. 

## Intersections majeures
| Comté       | Ville                  | km    | Destinations                               | Notes                       |
| ----------- | ---------------------- | ----- | ------------------------------------------ | --------------------------- |
| Westmorland | Moncton                | 0,00  | NB-134 (Chemin Lewisville)                 |                             |
| Westmorland | Moncton                | 0,40  | NB-490 nord (Promenade McLauhlin)          | Terminus sud de la NB-490   |
| Westmorland | Moncton                | 3,00  | NB-2 – Fredericton, Saint-Jean, Sackville  | Sortie 459 de la NB-2       |
| Kent        | Notre-Dame             | 26,90 | NB-535 est – Cocagne                       | Terminus ouest de la NB-535 |
| Kent        | Saint-Antoine          | 33,40 | NB-525 nord – Sainte-Marie                 | Terminus sud de la NB-525   |
| Kent        | Saint-François-de-Kent | 42,90 | NB-11 – Moncton, Miramichi                 | Sortie 27 de la NB-11       |
| Kent        | Saint-François-de-Kent | 43,90 | NB-134 – Bouctouche, Saint-Thomas, Shédiac |                             |
|             |                        |       |                                            |                             |